# Coll dels Belitres
|  | No s'ha de confondre amb Coll dels Belitres (serra del Verd). |

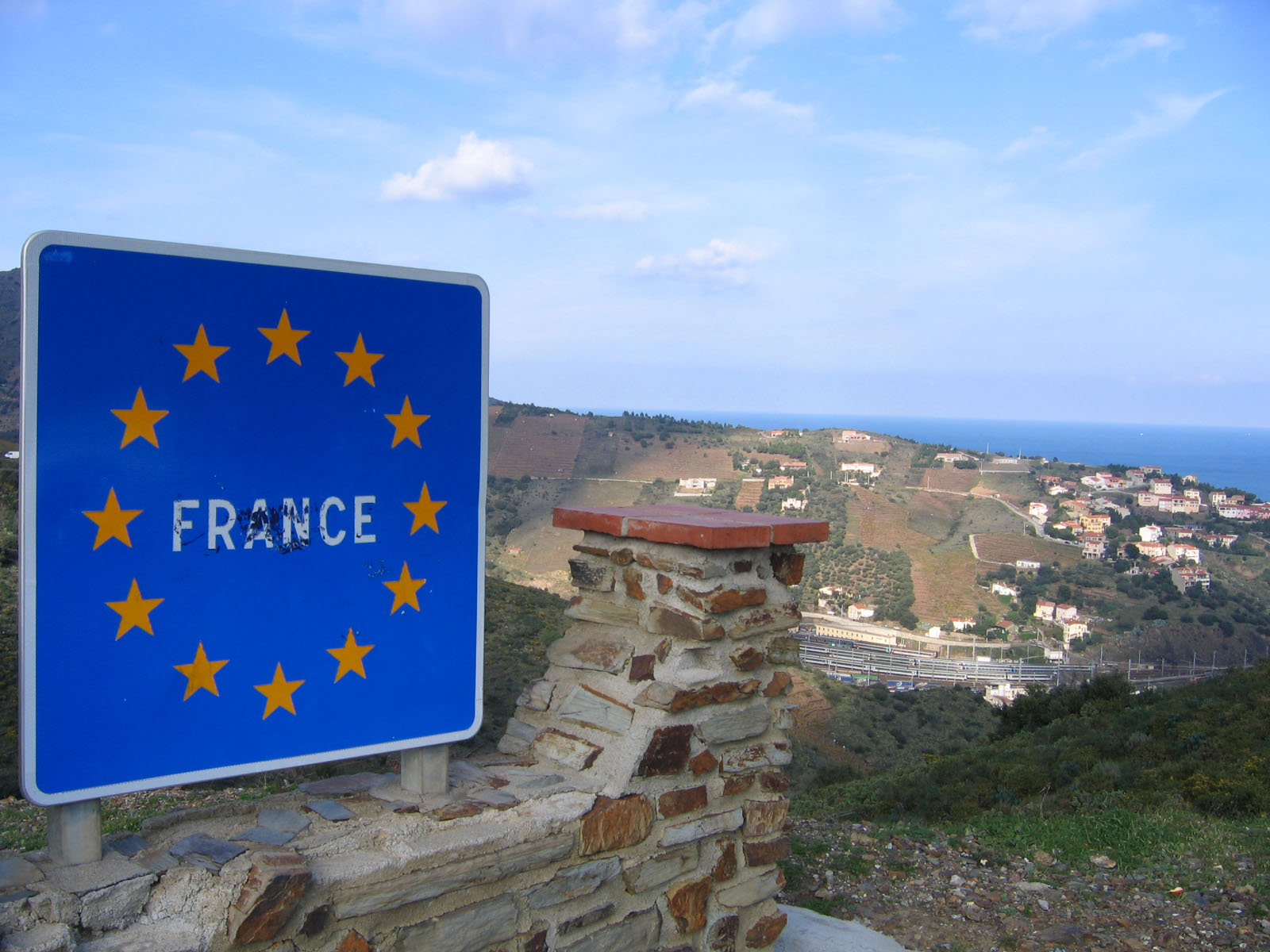
Vista de Cervera de la Marenda des del coll

El coll dels Belitres és una collada situada a 164,7 metres d'altitud al lloc on es troben el terme comunal de Cervera de la Marenda, del Rosselló, i el municipal de Portbou, de l'Alt Empordà. Tot i que a banda i banda del coll es parla català, fa de límit municipal, comarcal i estatal.
És un coll de carretera transpirinenc, denominat Col des Balistres per l'administració francesa. S'hi troben la carretera departamental francesa D914 i l'estatal espanyola N-260. Està situat en el sector meridional del terme de Cervera, tirant cap a l'est, cap al mar.
La fita fronterera número 600, la tercera més oriental entre els estats espanyol i francès, es troba cinc metres a llevant del coll. Es tracta d'una creu gravada i pintada, amb el número corresponent a la fita, en una roca vertical.

## Etimologia
La primera part, coll, designa la part més baixa, i bastant plana, que es troba entre dos cims o dues elevacions del terreny, alhora que separa dues valls oposades. La segona part, belitre, està definida al DIEC com un home roí, o bé un pobe o un lladre. Etimològicament el mot català belitre prové de la forma francesa medieval bélître del mot grec antic βλίτυρι /'blituri/, i significa en aquest cas concret home o cosa que no val res. D'aquesta manera el Coll dels Belitres significa el pas pel qual fugien lladres i contrabandistes, nombrosos en aquesta regió muntanyenca i fronterera.

## Memorial

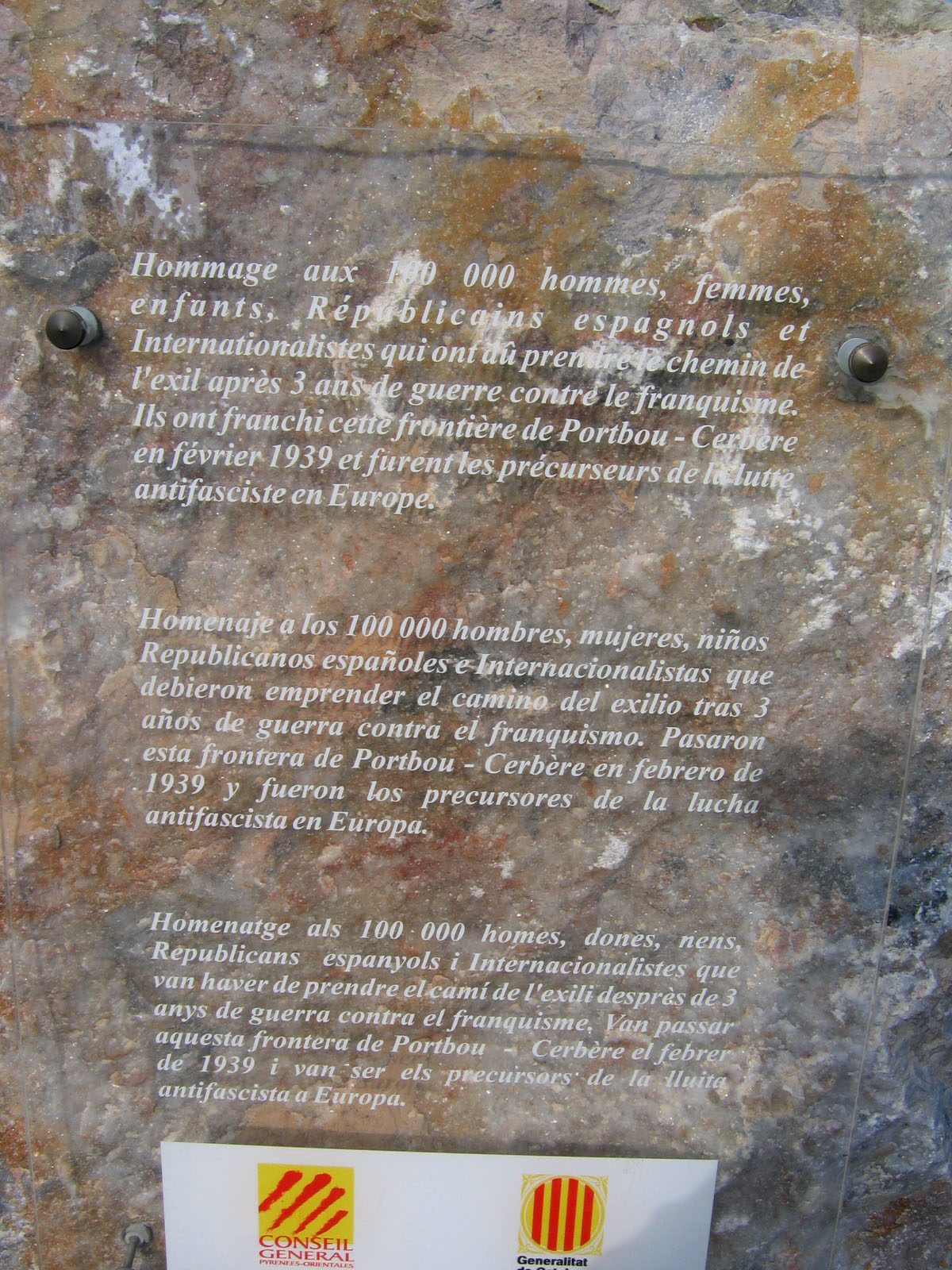
Homenatge trilingüe als Republicans i Internacionalistes de la Guerra Civil espanyola

Fou un dels principals punts de sortida cap a l'exili dels republicans catalans al final de la Guerra civil seguint el camí de la Retirada.
El coll dels Belitres és un pas transfronterer entre l'estat francès i l'espanyol que enllaça el municipi de Cervera de la Marenda (Rosselló) amb el municipi de Portbou (Alt Empordà). En aquest lloc s'ha instal·lat, en record i homenatge als milers de republicans que van emprendre el camí de l'exili, un conjunt monumental i informatiu que conforma un memorial de l'exili. Hi destaquen un seguit de fotografies del pintor Manuel Moros sobre la retirada, que van ser realitzades el febrer de 1939.	Amb l'obertura de la frontera francesa a final de gener i principi de febrer de 1939, entre 470.000 i 480.000 persones van abandonar l'estat espanyol en el context del final de la Guerra civil. D'entre els diferents punts de pas del Pirineu català, el coll dels Belitres va ser un dels més utilitzats i nombrosos testimonis gràfics van donar fe del drama dels republicans espanyols arreu del món. Pocs quilòmetres al nord, a la majoria d'aquestes persones els esperava el drama dels camps de concentració i per a alguns, una llarguíssima vida a l'exili.
El coll dels Belitres és un dels punts de l'itinerari de Portbou a Cervera que recorre també la ruta Walter Benjamin i que forma part del conjunt de rutes de Retirada i camins de l'Exili; es tracta de diversos espais històrics senyalitzats en 17 pobles (Agullana, la Vajol, Figueres, la Jonquera i Portbou, entre d'altres) que descriuen el camí que van fer centenars de milers de persones en l'exili cap a França. Dins del mateix àmbit també cal destacar el Museu Memorial de l'Exili (MUME), a la Jonquera –centre de referència d'Espais de la Frontera i Exili–, i altres espais recuperats i rehabilitats, com l'antic ajuntament de Portbou, el qual acollirà el futur Centre Walter Benjamin, dedicat a la vida i obra d'aquest filòsof que es va suïcidar a Portbou quan va ser detingut per la policia quan fugia de la persecució nazi. A més, es pot completar la visita amb la descoberta del massís de l'Albera, un ampli territori muntanyós que s'estén a banda i banda de la frontera francoespanyola i que es troba protegit com a paratge natural en tots dos estats.
Molt a prop hi ha la Caseta dels Alemanys, l'espai més al sud d'Europa on van arribar els alemanys a la Segona Guerra Mundial.